# Итяранта, Эмми
Эмми Элина Итяранта (фин. Emmi Elina Itäranta; род. 1976, Тампере, Финляндия) — финская писательница. Её дебютный роман «Память воды» был опубликован Harper Collins в 2014 году.

## Биография и карьера
Эмми имеет степень магистра драматического искусства, окончила университет Тампере, работала после получения диплома журналистом[чего?], театральным критиком, сценаристом[чего?] и сотрудником пресс-службы[чего?]. В 2007 году она поступила в докторантуру Университета Кента, частью курсовой работы в которой стал её дебютный роман, написанный одновременно на английском и её родном финском языке. В 2011 году финская версия книги выиграла конкурс Fantasy and Sci-Fi Literary Fiction, организованный финским издательством Teos, а в 2012 году роман был опубликован этим издательством под названием Teemestarin kirja (букв. «Книга чайного мастера»). В том же году книга выиграла премию Kalevi Jäntti Award, а в 2013 — удостоена премии Nuori Aleksis Award и номинирована на Tähtivaeltaja Award в 2013 году.
Английская версия книги была опубликована Harper Collins в 2014 году в Соединенных Штатах Америки, Великобритании и Австралии под названием англ. Memory of Water («Память воды»). Этот вариант был номинирован на премию Филипа Киндреда Дика, премию Kitschies за лучший дебют «Золотое щупальце» и премию Артура Кларка. Права на перевод книги были проданы 18 странам, переводы уже опубликованы на арабском, чешском, датском, эстонском, французском, грузинском, немецком, венгерском, итальянском, норвежском, португальском, испанском и турецком языках. Права на русское издание были приобретены издательством «Текст».
В настоящее время Эмми Итяранта живёт в Кентербери (Великобритания) и работает над своим вторым романом City of Woven Streets.